# Böhl-Iggelheim
Böhl-Iggelheim – gmina bezzwiązkowa (niem. verbandsfreie Gemeinde) w Niemczech, w kraju związkowym Nadrenia-Palatynat, w powiecie Rhein-Pfalz.
W miejscowości jest przystanek kolejowy Böhl-Iggelheim.